# Klasztor Kastamonitu
Klasztor Kastamonitu nazywany również Konstamonitou (grec.: Μονή Κωνσταμονίτου) – jeden z klasztorów na górze Athos, położony w południowo-wschodniej części półwyspu, nad brzegiem morza. Zajmuje dwudzieste miejsce w atoskiej hierarchii. Klasztor zbudowany został w XI w. i poświęcony jest św. Szczepanowi. Posiada 5 kaplic wewnątrz i cztery na zewnątrz. W klasztorze mieszka dziś około 20 mnichów.
W bibliotece klasztornej przechowywanych jest 110 rękopisów i około 5000 drukowanych ksiąg.